# Gyrtona dorsifascialis
Gyrtona dorsifascialis är en fjärilsart som beskrevs av Walker 1863. Gyrtona dorsifascialis ingår i släktet Gyrtona och familjen nattflyn. Inga underarter finns listade i Catalogue of Life.